# スマートフォン依存症
スマートフォン依存症（スマートフォンいぞんしょう）やスマホ依存症（スマホいぞんしょう）とは、スマートフォンの使用で様々な問題が起きているにもかかわらず、使用がやめられず、精神的に依存している依存症のこと。

## 概要
スマートフォンの所持者がスマートフォンに依存するようになり、一日の大部分をスマートフォンの使用に費やしたり、自身がするべきことをすべき時にしないでスマートフォンの使用をするようになることをいう。スマートフォン依存症になった結果、睡眠時間が減少し、ストレスと不安を増やし、うつ病の危険因子となり、下を見続ける姿勢が主なため自身の体調に不都合をきたすようになったり、健全な社会生活が送れなくなってしまった者が数多く存在する。歩行中もスマートフォンの使用が止められず歩きスマホをし、事故を起こす人もいる。
フィーチャーフォン（ガラケー）でも類似の症状になるということが見られるが、フィーチャーフォンと比較してみればスマートフォンの場合は機能が充実していることから一層利用の頻度が高くなったり使用時間が長くなるなど依存症になりやすい傾向が見られる。
スマートフォン・SNS依存症になる背景の1つには承認欲求があるとされ、SNS利用者の過半数が「他人から認めてもらわなければいけない」と思いながら投稿しているという調査結果もある。Facebookのいいね機能を開発したジャスティン・ローゼンスタインはSNSの依存性はヘロインに匹敵すると考え、自身のFacebookの利用時間を制限することに決めた。2019年のInstagramの社内資料によると、Instagramは10代女子の精神に悪影響を及ぼしていて、自殺の確率を高める要因となっている。
スマートフォン依存になるもう一つの理由は、人間の新しい情報を探そうとする本能にある。新しい情報を探そうとする人、つまり、より環境を理解しようとする人は生存と進化において有利である。よって人間はそのような本能を持つようになった。スマートフォンは通知をし、SNS、ソーシャルメディア、ニュースなど、新しい面白い情報があると期待させ、新しい情報を届け続けることにより、人間が関心を持ち続けるようにしむけ、人間を中毒にさせた。インターネットのサービスやゲームは利用者の注目を集め、利用時間が増えることにより収益が増えるサービスが多いため、中毒にさせることは企業の売上を増やすことになるので、より中毒させる方向に発展した。
他にはゲーム依存症の人が、機器としてスマートフォンを使用している場合もある。
スマートフォン依存症をテーマにした『スマホ脳』（スウェーデンの精神科医、アンデシュ・ハンセン著）がスウェーデンのみならず日本でも翻訳され2021年にベストセラーとなった。ハンセンは「スティーブ・ジョブズやビル・ゲイツは、デジタルツールが脳に有害な影響を与えることを認識しており、自分の子どもに対してその使用を制限していた」と主張している。
他人に対する共感力（心の理論）は、相手の表情・行動・仕草を観察することで得られる。しかし、SNSによる相手の顔の見えないコミュニケーションばかりしていると、この能力が育たない。
医学博士で臨床精神医学などが専門の中山秀紀によれば、スマホに依存してしまう理由として、「欲求が満たされる」というものと「欲求を我慢できない」という２つの理由がある。前者は麻薬のようなかなり強い欲求でない限り単体では我慢できる。例を挙げると、楽しいスマホゲームがあっても、それをやめて他のことをしている時はまたしようとは思わないのである。しかし後者は欲求が満たされていない時間が苦痛となるため、その欲求を満たそうとスマホを使ってしまう。このような理由からスマホに依存してしまう原因の大部分は、我慢ができないためである。